# Bodacious Space Pirates
Miniskirt Space Pirates (яп. ミニスカ宇宙海賊(パイレーツ) Минисука Утю: Кайдзоку (Пайрэ:цу)) — серия ранобэ, автором которой является Юити Сасамото, Публикуется издательством Asahi Shimbun в журнале Asahi Shimbun Shuppan с октября 2008 года. Аниме-адаптация, созданная студией Satelight под названием Bodacious Space Pirates (яп. モーレツ宇宙海賊(パイレーツ) Мо:рэцу утю: Пайрэ:цу) транслировалась в Японии с 8 января по 30 июня 2012 года. Полнометражный фильм с заключающей линией был выпущен в феврале 2014 года.

## Сюжет
В далёком будущем человечество начало заселять планеты, образовав колонии, однако с течением веков, эти колонии возжелали независимости и так началась масштабная война, а то время было известно, как эпоха космических пиратов. Однако после окончания войны, система правопорядка и охраны в разных планетах стали восстанавливаться и пираты всё хуже и хуже стали реализовывать свои планы, казалось бы, что эпоха пиратов подошла к концу, однако появилась возможность заниматься «легальным пиратством», получив так называемое каперское свидетельство. Однако чтобы продлить лицензию свидетельства, нужно заниматься пиратством как минимум раз в 30 дней, в противном случае лицензия станет недействительной.
Сюжет разворачивается вокруг Марико Като, обыкновенной японской школьницы, которая живёт на планете «Море Утренней Звезды», расположенной в созвездии Кита. Она посещает школьный яхт-клуб, в котором члены могут практиковаться на настоящем корабле в космосе, устраивая поединки, а также подрабатывает в местном в кафе. Однажды она узнаёт, что её отец был капитаном пиратского флота Бэнтэнмару (яп. 弁天丸) и умер при таинственных обстоятельствах. Теперь Марико, как единственная наследница обязана стать новым капитаном корабля. Девушка начинает свою жизнь, полную приключений, но и параллельно не отказывается дальше посещать свою школу и подрабатывать в кафе. Позже за весь штурвал Бэнтэнмару сядут остальные школьницы школьного космоклуба, которые будут атаковать корабли в костюмах косплея.

## Список персонажей
Като Марика (яп. 加藤 茉莉香 Като: Марика) — Главная героиня истории, имеет растрёпанные розовые волосы. Ученица средних классов академии Хакухо, живёт на планете «Море Утренней Звезды», расположенной в созвездии Кита в частном доме вместе со своей матерью. До начала событий имела хорошие оценки по предметам, а также после школы подрабатывает в кафе. Помимо школьных занятий проводит учения по управлению космического корабля в школьном яхт-клубе. Очень неуклюжая и порой растерянная, но в то же время позитивная, дружелюбная. Отличный стратег, и такое качество идеально подходит для капитана космического флота. Во время кибер-атаки или сражения продумывает стратегию на 3 шага вперёд, учитывает все возможности и в такой ситуации оставляет соперников в безнадёжной ситуации. После того, как она стала пиратом, её успеваемость в школе значительно ухудшалась.
Сэйю: Микако Комацу
Тиаки Курихара (яп. チアキ・クリハラ Тиаки Курихара) — Дочь капитана пиратского судна «Барбаросса». Имеет стереотипную японскую внешность, прямые чёрные и длинные волосы с чёлкой впереди. Бледную кожу и тёмные глаза. Носит очки. Полная противоположность Марики. Очень серьёзно относится к своим обязанностям, ходит всегда настороженной никогда не улыбается. Пошла учится в академию Хакухо, и даже вступила к яхт-клуб, чтобы изначально собирать информацию о Марике, но после того, как лучше её узнаёт, решает периодически сотрудничать. Не плохо разбирается в компьютерах. Очень нервничает, когда Марика во время работы начинает везти себя неуклюже.
Сэйю: Кана Ханадзава
Грюер Серенити (яп. グリューエル・セレニティ Гурю:эру Сэрэнити) — Седьмая принцесса королевской семьи Серенити, родом из созвездия Серенити. Имеет длинные светлые волосы. Знала отца Марики. Сбежала из родной системы и попросила помощи у Бэнтэнмару, чтобы добраться до золотого корабля-призрака, который 1000 лет назад стал первой колонией народа Серенити. На деле она намеревается уничтожить искусственную матку в корабле, в которой хранятся зародыши членов королевской семьи Серенити, мотивируя это тем, что по вине членов королевской семьи, в родном мире царит хаос и нестабильность. Из-за этого её преследует флотилия во главе с младшей сестрой Грюнфильдой. В конце концов выясняется, что за 1000 лет все зародыши умерли, кроме одного ребёнка, которого вытащили. Позже Грюер решает поселиться на родной планете Марики, посещать академию Хакухо и вступить с яхт-клуб. Иногда помогает Марике в её пиратских делах.
Сэйю: Харука Томацу
Грюнхильда Серенити (яп. グリュンヒルデ・セレニティ Гурюнхирудэ Сэрэнити) — Восьмая принцесса Серенити. Имеет более светлые и короткие волосы, чем у Грюер. Как и Грюер, намеревалась найти золотой корабль призрак, чтобы найти искусственную матку, но с целью возродить членов королевской семьи и вернуть былую славу Серенити. Позже Марико удаётся помирить сестёр, и Грюнфильда, как и Грюер решает учится в той же академии, что и Марико, посещая яхт-клуб. В отличие от Грюер она более спортивная и обнаруживает в себе способность пилотировать самолёт, в результате получает второе место на гоночном турнире.
Сэйю: Хисако Канэмото
Миса Грандвуд (яп. ミーサ・グランドウッド Ми:са Гурандо:ддо) — Член команды Бэнтэнмару, имеет короткие волосы с бело-синими волосами. Имеет за собой неплохой опыт, является неофициальным лидером команды. Была знакома с Гондзаэмоном и Ририко. Работает детским врачом в академии Хакухо.
Сэйю: Сидзука Ито
Кейн МакДугал (яп. ケイン・マクドゥガル Кэин Макудугару) — Член команды Бэнтэнмару, рулевой. Типичный бисёнэн, красивый привлекательный, спокойный и вежливый парень с русыми растрёпанными волосами. Решает работать учителем в академии Хакухо и моментально обзаводится армией фанаток. У него есть брат-близнец, чья чёлка встаёт вверх.
Сэйю: Масая Мацукадзэ
Хякумэ (яп. 百眼 Хякумэ) — Член команды Бэнтэмару. Занимается наводкой и следит за радарами. Молодой, худощавый и некрасивый человек. В то же время ходит всегда в приподнятом настроении и обладает дружественным, простодушным характером и хорошим чувством юмора.
Сэйю: Кэйдзи Фудзивара
Куриэ (яп. クーリエ Ку:риэ) — Член команды Бэнтэмару. Имеет неухоженные жёлтые волосы, носит пижаму. Обладает простодушным характером. Хорошо разбирается в компьютерах и занимается взломом компьютерной системы вражеских кораблей, может одновременно печатать на четырёх компьютерах и даже пальцами ног. Имеет внешность типичного гика, носит толстые очки и плохо следит за внешностью. Всё время проводит у компьютера и даже может не спать. Однажды, когда она по заданию одевается как настоящая женщина, становится невероятно сексуальной.
Сэйю: Юи Хориэ
Шнитцер (яп. シュニッツァー Сюницца:) — Член команды Бэнтэмару, работает тактиком. Он киборг, и несмотря на свой внушительный размер у страшную внешность, очень спокойный о добрый. Остаётся всегда спокойным, даже в критические моменты. Примечательно, что хотя он киборг, как и остальные члены команды заразился вирусом и лечился в лаборатории.
Сэйю: Кэнта Миякэ
Сан-Даймэ (яп. 三代目 Сан-даймэ) — Член команды Бэнтэмару, инженер и следит за состоянием двигателей. Немногословный человек, который увлекается собиранием плюшевых мишек.
Сэйю: Ёсицугу Мацуока
Лука (яп. ルカ Рука) — Член команды Бэнтэмару, работает навигатором. Таинственная, одинокая и немногословная женщина-гадалка, одетая в цыганский костюм. Она всё время смотрит в блестящий объект и предугадывает будущее. Говорит только тогда, когда что-то предугадывает.
Сэйю: Каору Мидзухара
Мами Эндо (яп. 遠藤 マミ Эндо: Мами) — Подруга Марики, имеет короткие каштановые волосы. Работает в кафе вместе с Марикой. Увлекается дизайном и мечтает стать модельером. Шьёт разные необычные костюмы и украшения для Марики и членов яхт-клуба. Порой на столько сильно увлекается, что может сутками не спать, проводя время за созданием костюма.
Сэйю: Тиаки Омигава
Дженни Долиттл (яп. ジェニー・ドリトル Дзэни: Доритору) — Президент космического яхт-клуба. Имеет длинные салатные волосы. Оптимистичная умная и независимая девушка. Является наследником крупного старинного конгломерата меж-космической доставки. Её члены имеют давнюю традицию женится на членах знатных семей, чтобы укреплять свою позицию и Дженни должна была выйти замуж за сына политика, который тайно готовил саботаж. Однако Дженни не желала такой судьбы и сбежала, прося помощь у Бэнтэнмару. Позже выясняется, что она лесбиянка женского начала и образовала любовную пару с Линн. При этом даже не стесняется демонстрировать свои любовные отношения. Позже продолжает посещать академию в быть президентом яхт-клуба.
Сэйю: Рина Сато
Линн Ламбретта (яп. リン・ランブレッタ Рин Ранбурэтта) — Вице-президент яхт-клуба, отличный хакер. Имеет мальчишеский характер и одевается соответственно. Позже выясняется, что она лесбиянка мужского начала и образовала пару с Дженни. За 6 лет до основных событий путём взлома поменяла маршруты гонок Набула, чем вызвала многочисленные аварии. После этого членам академии Хакуо запретили на 5 лет участвовать в туре.
Сэйю: Ёко Хикаса
Ай Хосимия (яп. アイ・ホシミヤ Ай Хосимия) — Носит белую шапку с ушами, маленькая и робкая девушка. Присоединяется к яхт-клубу на втором полугодии. Обладает прирождённым талантом к пилотированию. Временно исполняла обязанности рулевого в корабле Бэнтэнмару. Также может предсказывать потоки ветра и ориентироваться по звёздному небу.
Сэйю: Аи Каяно
Кэндзё Курихара (яп. ケンジョー・クリハラ Кэндзё: Курихара) — Капитан пиратского флота Бартбароссы и отец Тиаки, в хороших отношениях с Бэнтэмару. Очень крупный, и совсем не похож на Тиаки, имея наоборот грубую внешность.
Сэйю: Ясунори Мацумото
Гондзаэмон Като (яп. 加藤 ゴンザエモン Като: Гондзаэмон) — Капитан имперского пиратского корабля Парабеллум. Носит маску и золотой череп на плече, который демонстрирует его высокое положение среди пиратов. Сначала предполагается, что он умер, на деле он отец Марики и муж Ририки и всё ещё работает с Ририкой.
Сэйю: Рикия Кояма
Ририка Като (яп. 加藤 梨理香 Като: Ририка) — Мать Марики и жена Гондзаэмона, мало похожа на Марику, имея наоборот мальчишеский характер. Была когда то пиратом в Бэнтэмару и известна, как «Бластер Ририка». Марика никогда не называет её мамой, предпочитая обращение по имени. Позже видно, что она работает вместе с Гондзаэмоном в Парабеллуме.
Сэйю: Юко Каида
Роберт Дулитл (яп. ロバート・ドリトル Роба:то Доритору) — Дядя Дженни и глава транспортной корпорации Дулитл. Опасаясь, что вместо его сына наследником компании станет Дженни, он решает устроить брак между ней и сыном политика. Однако его планы срывают главные герои, которые узнают, что жених является лидером антиправительственной группировки, а Риберт тайно предоставлял им оружие.
Сэйю: Эйдзо Цуда
Кварц Кристи (яп. クォーツ・クリスティア Ко:цу Курисута) — Капитан корабля «Огромный крест», созданный империей в рамках эксперимента и его единственный член. Намеревается уничтожить всех пиратов, мотивируя это тем, что они уже ничто по сравнению в давними веками. Есть намёк, что она принадлежит к королевской семье галактической империи. Сама является пиратом.
Сэйю: Юко Сампэй
Ин Курон (яп. 銀 九龍 Ин Ку:рон) — Шеф-повар, более известный как Оядзи-сан (яп. 親父さん), который держит ресторан, известный только пиратам, готовит превосходные блюда. Сын легендарного шефа, который объединил многих пиратов в войне за независимость. Немногословный и угрюмый.
Сэйю: Такаси Мацуяма
Сё (яп. ショウ Сё:) — Глава страховой конторы, которая сотрудничает с Бэнтэмару и выступает страховым агентом, также передают непосредственно заказы или разрешение на атаку того или иного корабля. Имеет африканскую внешность.
Сэйю: Хироки Ясумото
Фэй (яп. フェイ Фэй) — Шеф-повар Пиратского Гнезда и старший брат Оядзи. Унаследовал отцовский титул, как и Оядзи превосходный повар, готовит еду для посетителей-пиратов.
Сэйю: Дзэнносукэ Фуккин

## Манга
Манга-адаптация, иллюстратором которой является Хиро Тогэ начала публиковаться издательством Asahi Shimbun в веб-журнале Nico Nico Asahi Comic Fantasy на сайте Nico Nico Seiga с 2 июня 2012 года.

## Экранизации
Аниме-адаптация под названием Bodacious Space Pirates (яп. モーレツ宇宙海賊 Мо:рэцу Пайрэцу) была выпущена студией Satelight, режиссёром выступил Тацуо Сато. Сериал транслировался по телеканалам Tokyo MX, MBS и TVK с 8 января по 30 июня 2012 года и доступен на сайте Crunchyroll. Сериал был лицензирован американской компанией Sentai Filmworks и выпущен на Blu-ray Disc и DVD-изданиях 8 января и марта 2013 года. Аниме было также лицензировано британской компанией MVM Films, и 4 февраля 2012 года выпустило на территории страны DVD-издания. Открытие к аниме Mōretsu Uchū Kōkyōkyoku Dai 7 Gakushō "Mugen no Ai" (яп. 猛烈宇宙交響曲・第七楽章「無限の愛」 Мо:рэцу Утю: Ко:кё:кёку Дай 7 Гакусё Мугэн но Ай) исполняет группа Momoiro Clover Z и гитарист Марти Фридман, а концовку Mōretsu Uchū Kōkyōkyoku Dai 7 Gakushō «Mugen no Ai» исполняет также Momoiro Clover Z.
В феврале 2014 года к выпуску планируется полнометражный мультфильм, который является заключительной концовкой аниме-сериала.

## Критика
Представитель сайта Anime News Network отмечает, что несмотря на концепцию космооперы, сюжет больше похож на романтическую комедию, сюжетная линия течёт медленно и плавно, уделяется больше внимания на мелкие события, с одной стороны это даёт оттенок реалистичности, с другой сюжет слишком вяло развивается. Сюжет также слишком не серьёзный, ему не хватает напряжения. Настоящие сражение фактически отсутствуют, поэтому тех зрителей, которые ждут настоящего боевика-экшена данный сериал не оправдает ожиданий, за исключением 13 серии. Анимация в общем получилась качественной, конструкции космических кораблей очень хороши, однако корабли альянса выглядят более чем банально. В аниме присутствует и стереотипность, например связанная с представителями королевского рода.